# Ronald Brouwer
Ronald Leendert Brouwer (* 27. April 1979 in Hellevoetsluis) ist ein ehemaliger niederländischer Hockeyspieler, der bei den Olympischen Spielen 2004 die Silbermedaille gewann. Er war Weltmeisterschaftsdritter 2002 und 2010 sowie Europameister 2007 und Europameisterschaftszweiter 2005.

## Sportliche Karriere
Der 1,77 m große Ronald Brouwer bestritt 220 Länderspiele für die niederländische Nationalmannschaft. Er erzielte 80 Länderspieltore. Der Stürmer debütierte 2001 in der Nationalmannschaft. Im März 2002 bei der Weltmeisterschaft in Kuala Lumpur unterlagen die Niederländer im Halbfinale der australischen Mannschaft, im Spiel um die Bronzemedaille bezwangen die Niederländer die Südkoreaner in der Verlängerung. Im Jahr darauf bei der Europameisterschaft in Barcelona unterlagen die Niederländer im Halbfinale der spanischen Mannschaft mit 2:5 und verloren auch das Spiel um den dritten Platz im Siebenmeterschießen gegen das englische Team. 2004 bei den Olympischen Spielen in Athen gewannen die Niederländer ihre Vorrundengruppe und siegten im Halbfinale mit 3:2 über die deutsche Mannschaft. Im Finale unterlagen die Niederländer den Australiern mit 1:2 nach Sudden Death durch ein Tor von Jamie Dwyer in der Verlängerung, das Tor für die Niederländer hatte Ronald Brouwer erzielt.
Bei der Europameisterschaft 2005 in Leipzig gewannen die Niederländer ihre Vorrundengruppe mit einem 2:1 über Spanien. Nach einem 5:1-Halbfinalsieg über die belgische Mannschaft trafen die Niederländer im Finale erneut auf die Spanier und verloren mit 2:4. 2006 belegten die Niederländer bei der Weltmeisterschaft in Mönchengladbach den siebten Platz. Im Jahr darauf bei der Europameisterschaft in Manchester gewannen die Niederländer ihre Vorrundengruppe vor den Spaniern. Im Halbfinale bezwangen sie die Belgier mit 7:2 und im Finale gegen die Spanier gewannen die Niederländer mit 3:2. Bei den Olympischen Spielen 2008 in Peking gewannen die Niederländer ihre Vorrundengruppe, unterlagen aber im Halbfinale dem deutschen Team im Penaltyschießen. Das Spiel um die Bronzemedaille verloren die Niederländer gegen die australische Mannschaft mit 2:6.
2009 waren die Niederlande Gastgeber der Europameisterschaft in Amstelveen. In der Vorrunde belegten sie den zweiten Platz hinter den Spaniern. Im Halbfinale siegte die englische Mannschaft in der Verlängerung mit 2:1. Im Spiel gegen die Spanier um den dritten Platz gewannen die Niederländer mit 6:1. Im März 2010 fand die Weltmeisterschaft in Neu-Delhi statt. Die Niederländer belegten in der Vorrunde den zweiten Platz hinter den Deutschen. Im Halbfinale unterlagen die Niederländer den Australiern mit 1:2, sie gewannen aber das Spiel um Bronze mit 4:3 gegen die Engländer.
Ronald Brouwer ist der Cousin von Matthijs Brouwer, der ebenfalls zur niederländischen Mannschaft der 2000er-Jahre gehörte.